# Carlo Gianelli
Carlo Gianelli (Tortona, 17 luglio 1904 – Tortona, 1987) è stato un calciatore e allenatore di calcio italiano, di ruolo attaccante.

## Carriera
Ha giocato 30 partite in Serie A con l'Atalanta.
Giocò a lungo nel Derthona, squadra con la quale ebbe anche un'esperienza da allenatore.

## Palmarès

### Giocatore

#### Competizioni nazionali
- Seconda Divisione: 1

Derthona: 1923-1924